# Indohya typhlops
Espèce
Indohya typhlops est une espèce de pseudoscorpions de la famille des Hyidae.

## Distribution
Cette espèce est endémique du Kimberley en Australie-Occidentale. Elle se rencontre vers le mont Blythe.

## Description
La femelle holotype mesure 1,60 mm.

## Publication originale
- Harvey, 1993 : The systematics of the Hyidae (Pseudoscorpionida: Neobisioidea). Invertebrate Taxonomy, vol. 7, no 1, p. 1-32.